# Paradosso di Berry
Nella logica matematica, il paradosso di Berry è un risultato di incoerenza della definizione naïf dei numeri, reso noto da Bertrand Russell che lo attribuì a G. G. Berry, un bibliotecario dell'Università di Oxford che glielo presentò in una lettera.  Esso può essere descritto nei seguenti termini.
Sia N il numero (evidentemente finito) di parole (non importa se articoli, sostantivi, verbi, preposizioni, ecc.) in un dato dizionario della lingua italiana, cui aggiungiamo l'insieme di simboli contenuti in un dato testo di matematica e sia H l'insieme (anch'esso finito) delle frasi componibili con al più, diciamo, 50 parole e simboli.
Consideriamo ora in H tutte quelle frasi che definiscono correttamente dei numeri interi positivi (un esempio è: tre è il numero immediatamente successivo a due, un altro: tre è il secondo numero che incontriamo nella successione dei numeri primi, e così via). Sia K il numero di frasi con meno di 50 parole che definiscono correttamente numeri naturali. Poiché K è finito l'insieme dei numeri definiti che troviamo in esso è anch'esso finito e possiamo individuare il più grande di tali numeri: chiamiamolo b.
Consideriamo ora la frase: 
- b+1 è il numero naturale successivo al più grande numero definibile con una frase contenente al massimo cinquanta parole.

Essa è una frase con meno di 50 parole (19, per la esattezza) che definisce b + 1, dunque anche b + 1 dovrebbe appartenere alla classe dei numeri definibili con meno di 50 parole!
È stato osservato che il paradosso dipende dall'utilizzo non rigoroso della espressione numero definibile attraverso n parole; se si connota esattamente l'espressione, mettendo al bando le trappole dell'autoreferenzialità, il paradosso scompare.
In realtà è immediato rendersi conto che, se si accetta la frase 'tre è il numero immediatamente successivo a due' , allora, modificandola opportunamente, si ottengono, con lo stesso numero di parole, tutte le frasi che definiscono tutti i numeri naturali superiori a 0 o a 1, a seconda; ne consegue che è falsa la conclusione Poiché K( il numero di frasi ) è finito l'insieme dei numeri definiti che troviamo in esso è anch'esso finito.
Alla stessa tipologia delle antinomie linguistiche appartiene il paradosso di Richard, che sta in qualche modo alla base del teorema di incompletezza di Gödel.